# Raymond Flacher
Raymond Mathieu Pierre Flacher (ur. 24 października 1903 w Paryżu, zm. 4 września 1969 w Neuilly-sur-Seine) – francuski florecista, srebrny medalista olimpijski.
Na igrzyskach olimpijskich w Amsterdamie w 1928 roku Francuzi w składzie: Philippe Cattiau, Roger Ducret, André Labatut, Lucien Gaudin, Raymond Flacher i André Gaboriaud zdobyli srebrny medal we florecie drużynowym. Indywidualnie nie startował. Był to jego jedyny występ olimpijski.
Nie zdobył medalu mistrzostw świata.